# Peter Hirschfeld (Physiker)
Peter Joseph Hirschfeld (* 11. Mai 1957 in Washington, D.C.) ist ein US-amerikanischer theoretischer Festkörperphysiker.
Hirschfeld studierte Physik an der Princeton University, an der er 1978 den Bachelor-Abschluss erhielt (wonach er 1978/79 als Physiklehrer in Morristown arbeitete) und 1985 bei Daniel L. Stein promoviert wurde. Er war als Post-Doktorand an der TU München (bei Peter Wölfle Ende 1984 bis 1986), der Stanford University (bei Sebastian Doniach) und der University of California, San Diego (bei Andrei Ruckenstein). Ab 1988 war er Assistant Professor, ab 1994 Associate Professor und ab 1999 Professor an der University of Florida, an der er seit 2015 Distinguished Professor ist.
Er forscht über Hochtemperatursupraleiter und andere unkonventionelle Supraleiter und stark korrelierte Elektronensysteme, unter anderem Eisen-basierte Supraleiter. Bei FeSe fand er Hinweise auf orbital-selektive Korrelationen in Spinfluktuationen als Bindungsmechanismus der Cooperpaare. In der Laudatio als Fellow der APS wurden seine Beiträge zur Theorie ungeordneter unkonventioneller Supraleiter hervorgehoben, die dabei halfen D-Wellen-Paarung bei Hochtemperatursupraleitern zu identifizieren.
Er war Gastprofessor und Gastwissenschaftler am Karlsruher Institut für Technologie, der Universität Augsburg, der Universität Paris-Süd, der Stanford-Universität, der Goethe-Universität Frankfurt am Main und am Niels-Bohr-Institut der Universität Kopenhagen.
2022 war er einer der Empfänger des John Bardeen Prize. Er ist Fellow der American Physical Society (2004) und erhielt 2001 den Friedrich Wilhelm Bessel-Forschungspreis der Alexander von Humboldt-Stiftung. 2023 erhielt er den Jesse W. Beams Award.

## Schriften (Auswahl)
- mit A. E. Ruckenstein, J. Appel: Mean-field theory of high-Tc superconductivity: The superexchange mechanism, Phys. Rev. B, Band 36, 1987, S. 857–860
- mit P. Wölfle, D. Einzel: Consequences of resonant impurity scattering in anisotropic superconductors: Thermal and spin relaxation properties, Phys. Rev. B, Band 37, 1988, S. 83
- mit N. Goldenfeld: Effect of strong scattering on the low-temperature penetration depth of a d-wave superconductor, Phys. Rev. B, Band 48, 1993, S. 4219
- mit S. Graser,T. A. Maier, Douglas James Scalapino: Near-degeneracy of several pairing channels in multiorbital models for the Fe pnictides, New Journal of Physics, Band 11, 2009, S. 025016
- mit H. Alloul, J. Bobroff, M. Gabay: Defects in correlated metals and superconductors, Reviews of Modern Physics, Band 81, 2009, S. 45
- mit M. M. Korshunov, Igor Mazin: Gap symmetry and structure of Fe-based superconductors, Reports on Progress in Physics, Band 74, 2011, S. 124508
- mit Andrey Chubukov: Iron-based superconductors, seven years later, Physics Today, Band 68, Juni 2015
- mit P.O. Sprau, J. C. Davis u. a.: Discovery of orbital-selective Cooper pairing in FeSe, Science, Band 357, 2017, S. 75–80
- mit Andreas Kreisel, Brian M. Anderson: On the Remarkable Superconductivity of FeSe and Its Close Cousins , Symmetry, Band 12, 2020, S. 1402